# Swan Songs Rarities EP
Swan Songs: Rarities EP — мини-альбом группы Hollywood Undead выпущенный 20 апреля 2010 года.

## Об альбоме
Swan Songs: Rarities EP состоит из трёх песен, которые были загружены на страницу группы в MySpace ещё до выхода их дебютного альбома, Swan Songs. Песня «The Kids» является первой песней из когда-либо написанных группой. Она была загружена на страницу Deuce в MySpace ещё в 2005 году.
Гитарная партитура песни Circles полностью повторяет клавишную партитуру песни New Born группы Muse, которая была записана на 10 лет ранее.

## Список композиций
| №  | Название          | Автор(ы)                                                                 | Длительность |
| -- | ----------------- | ------------------------------------------------------------------------ | ------------ |
| 1. | «Bitches» (Суки)  | D. Alvarez, J. Decker, A. Erlichman, M. St. Claire, J. Terrell, G. Ragan | 3:30         |
| 2. | «The Kids» (Дети) | J. Decker, A. Erlichman, J. Philips, M. St. Claire                       | 3:01         |
| 3. | «Circles» (Круги) | A. Erlichman, G. Ragan                                                   | 3:33         |

## Участники записи

### Hollywood undead
- J-Dog — вокал, клавиши, ритм-гитара, бас-гитара
- Charlie Scene — соло-гитара, вокал
- Johnny 3 Tears — вокал
- Funny Man — вокал
- Da Kurlzz — ударные, вокал, перкуссия
- Deuce — вокал.

### Продюсеры
- Danny Lohner
- Aron Erlichman (Deuce)
- Don Gilmore